# Tothem
I Tothem sono un gruppo musicale melodic rock metal italiano originario di Roma con influenze che spaziano dal rock, al pop, al progressive, fino all'heavy metal.

## Storia
I Tothem nascono nel 1998 da un progetto del chitarrista Mark Cyril (nome d'arte di Marco Cirilli) e dei fratelli Alessandro e Giorgio Opromolla; durante questo periodo lo stile della band è riconducibile al punk rock di stampo californiano. Negli anni a seguire lo stile si sposta verso il symphonic metal. Il loro primo EP omonimo, pubblicato nel 2003, conta della presenza di due voci, una femminile di Roslen Bondì e una maschile growl di Danilo Proietti.
Negli anni successivi all'uscita dell'EP, il gruppo cerca di farsi strada con concerti locali. Nel corso degli anni la band subisce diverse modifiche in seno alla sua line-up e si stabilizza solo nel 2010 introducendo nuovi elementi agli strumenti e mantenendo Bondì come vocalist principale.  Nel 2010, pubblica il secondo EP Osaka Bed & Breakfast .
In seguito i Tothem si esibiscono sia sul territorio nazionale che all'estero. In Italia i Tothem partecipano al Reset Rock Festival e nel 2013 aprono a Roma il concerto di Paul Di Anno durante il suo ultimo tour; nello stesso anno pubblicano il loro album di debutto Beyond the Sea. I loro tour internazionali li portano in numerose città europee, consentendogli di esibirsi in Germania, al Red Roar Festival in Inghilterra e al Metal & Folk Fest II in Romania.
Nel 2015 i Tothem accompagnano Nico Covaci nell'esibizione live di Fata Verde presso la Winter Night II di Bucarest; nello stesso anno organizzano a Roma il concerto benefico United for Colectiv, dedicato alle vittime coinvolte nell'incendio del Colectiv di Bucarest.
L'anno successivo pubblicano il secondo album Gemini, il cui brano Soul Mates viene inserito nella colonna sonora del film Paraphrenia. Continuano a esibirsi nelle date europee con tappe in varie città dei Paesi Bassi.

### Nuove partecipazioni ai festival,Rise(2018-2023)
Nel 2018 viene annunciata la nuova cantante del gruppo, Nora Hime, nome d'arte di Eleonora Almonti, nota per la sua partecipazione a Nodojiman The World, talent show musicale giapponese dove ha ottenuto il secondo posto in rappresentanza dell'Italia.
Nel 2019 i Tothem si esibiscono in Italia e si preparano al lancio del nuovo album Rise, tuttavia le occasioni per esibirsi dal vivo vengono interrotte con l'avvento della pandemia di COVID-19 che li costringe ad annullare la tournée prevista in Romania e Bulgaria. Prima della conclusione dell'anno pubblicano il singolo Rise From the Flames che vede la band orientarsi verso una sonorità più rock. Nel 2020 viene pubblicato l'album Rise, il primo inciso con Nora Hime come vocalist.
Nel 2021, su commissione del regista Gianluigi Perrone, realizzano una versione acustica del brano Light of Soul per la colonna sonora del film Spillover. Superano inoltre le selezioni per partecipare alla 34ª edizione di Sanremo Rock & Trend Festival, in occasione delle quali Nora Hime si esibisce in una jam con Jean-Michel Byron, ex-vocalist dei Toto; durante la fase finale della manifestazione vincono la prima edizione del concorso Sanremo Live in the City, dove Nora Hime riceve il premio Vocal Care dalla giuria. Nello stesso anno sono finalisti della 20ª edizione del Gran Galà dei Festival della Repubblica San Marino.
Nel 2022 sono semifinalisti, con il brano Celebrate, nella categoria Emergenti a Una voce per San Marino 2022, il contest volto a selezionare il rappresentante sanmarinese all'Eurovision Song Contest 2022. Inoltre partecipano al Tour Music Festival raggiungendo la finale nazionale e vincono la 16ª edizione del Roma Music Festival.
Nel 2023 la band partecipa nuovamente a Una voce per San Marino, classificandosi ottava durante la serata finale con il brano Sacro e profano. Nonostante la mancata vittoria al concorso, il gruppo, insieme ad altri quattro artisti, è stato selezionato come artista d'apertura per il concerto di Zucchero Fornaciari all'RCF Arena di Reggio Emilia, parte della tournee mondiale Diavolo in Re.
Il 7 agosto i Tothem vincono il contest del Gallina Rock Fest 2023: questa vittoria, oltre a insignirli del primo premio realizzato dai ragazzi dell'Accademia delle Belle Arti di Frosinone, consente alla band di aprire nella stessa serata il concerto di Giancane.
Il 14 novembre 2023 i Tothem annunciano sui loro social la fine della collaborazione tra la band e la vocalist Nora Hime.

### Nuova cantante e nuovo corso (2023-presente)
Il 20 gennaio 2024 la band si esibisce in un concerto evento sold out alla Locanda Blues (Roma) dove presentano Ramona Veneri come nuova cantante.
A febbraio 2024 i Tothem entrano in studio a registrare il nuovo singolo che uscirà tra aprile e maggio.

## Formazione

### Formazione attuale
- Ramona Veneri - voce (2024-presente)
- Mark Cyril – chitarra (1998 - presente)
- Leonardo Ricci – basso (2010 - presente)
- Marco Lio – batteria (2018 - presente)
- Marco Minno – tastiera (2010 - presente)

### Ex componenti
- Eleonora "Nora Hime" Almonti - voce (2018 - 2023)
- Roslen Bondì – voce
- Danilo Proietti – voce, chitarra
- Giulio Molinaro – batteria
- Riccardo Suriano – basso
- Andrea Cimino – batteria

## Discografia

### Album
- 2013 – Beyond the Sea
- 2016 – Gemini
- 2020 – Rise

### EP
- 2003 – Tothem
- 2010 – Osaka Bed & Breakfast

### Singoli
- 2019 – Rise From the Flames
- 2020 – Undefined
- 2022 – Celebrate
- 2023 – Sacro e profano